# Myriamètre
Le myriamètre (abrégé « myr. », de myriade = 10 000) est une ancienne unité de mesure adoptée sous la Révolution, d'une valeur de dix mille mètres (10 km). 
Elle était d'un usage assez courant au XIXe siècle, par exemple dans les guides de voyage ou les descriptions géographiques. Liée aux délais de communications de l’époque, elle a également été utilisée dans 9 articles de la Constitution de 1795 et certains codes français. 

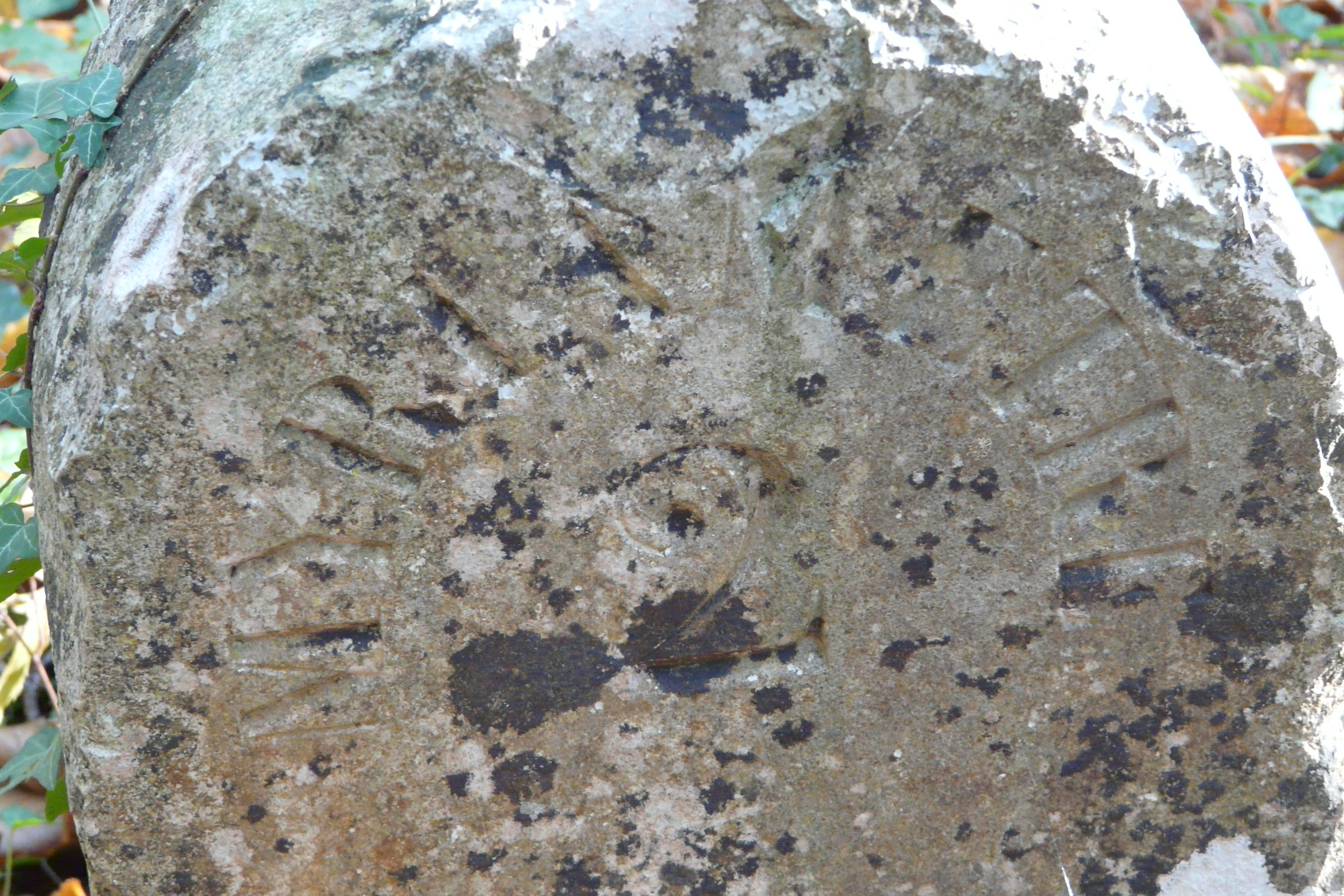
Borne myriamétrique près de l'ancien canal de Briare.

Ainsi, l'article 1 du code civil prévoyait jusqu'en 2004 une entrée en vigueur des lois différée selon les départements, en fonction de leur distance au siège du Gouvernement, mesurée en myriamètres. Le code d’instruction criminelle utilisait cette unité pour fixer certains délais de procédure. Jusqu'en 2019, cette unité est mentionnée et utilisée par la loi sur la liberté de la presse du 29 juillet 1881, à l'article 54, imposant entre la citation et la comparution un délai supplémentaire « d'un jour par cinq myriamètres de distance ». Cependant, le 24 mai 2019, à la suite d'une question prioritaire de constitutionnalité, le Conseil constitutionnel juge l'utilisation de cette expression contraire à la Constitution car elle introduit une distinction injustifiée entre les justiciables, et abroge la disposition.
Le mille scandinave (en) moderne (norvégien et suédois :  mil) est une autre unité valant 10 000 mètres.

## Citations
- L'article du Littré : « Mesure itinéraire, qui vaut dix mille mètres. La lieue de poste valait 3 898 mètres, le myriamètre vaut environ deux lieues et demie. »
- Dans Si le soleil ne revenait pas (Ramuz, Pléiade, Romans, t.2, p. 1195), on trouve, au sujet de la voix venant du poste de TSF (nous sommes en 1937) : « Son plus ou moins d'intensité est sans signification quant à la distance qu'il a parcourue, les lieues ne le fatiguent pas, il est insoucieux des myriamètres ; de sorte qu'il est faible et on vous dit : “C'est Genève”, il a toute sa force, mais il vient de New York. »
- Dans 20 000 lieues sous les mers (Jules Verne, chapitre XIV) : « La portion du globe terrestre occupée par les eaux est évaluée à trois millions huit cent trente-deux mille cinq cent cinquante-huit myriamètres carrés, soit plus de trente-huit millions d’hectares. »
- Dans L'enfant et les sortilèges, L'arithmétique de Maurice Ravel : « Millimètres, centimètres, décimètres, décamètres, hectomètres, kilomètres, myriamètres, 'faut t'y mettre, quel piètre... » Jeu de mots sur les différentes longueurs.
- Décret impérial 2164 du 17 juillet 1806, art. 1er alinéa 5 : « aucun forçat libéré ... ne pourra fixer sa résidence ... à moins de trois myriamètres de la frontière et des côtes »
- Dans le texte de la Constitution (française) du 5 Fructidor an III (1795), titre XIII : « Article 340. - Le Conseil des Anciens désigne, pour la réunion de l'Assemblée de révision, un lieu distant de 20 myriamètres au moins de celui où siège le Corps législatif. »[5]